# False Memories
『False Memories』（ファルス メモリーズ）は、テレビシリーズ『バフィー 〜恋する十字架〜』のコミック版。タイトルの意味は「偽りの記憶」。4部作。2001年7月25日から同年11月7日にかけてダークホースコミックスから発行された。内容はテレビシリーズの第5シーズンの中盤に位置する。

## 特色
「偽りの記憶」のタイトルが示すとおり、回想シーンがテレビシリーズのときの展開と異なる。
たとえば、ドーンは小学生のころ、当時、高校生だったザンダーに恋心を抱いていたが、コーディの存在を知り、彼の元を去る（テレビシリーズではこのシーンはない）。
また、『運命の少女』、第2シーズンの『高潔』の1シーンがテレビシリーズと異なり、いずれもドーンが絡むストーリーになっている。

## ストーリー
異国から来たバンパイアがマスターを復活させようとするストーリー。ドーンはバフィーに無断でスパイクの隠れ家を訪ねる。ハーモニーはバフィーをとらえようと獣用の罠を仕掛ける。バフィーはこのハーモニーの罠を見破り、ドーンの居場所を聞き出そうと彼女を尋問する。ザンダーの仕事場にバンパイアと化したブリンガーが現れ、彼を拉致する。彼等はザンダーをマスターを復活させるための生贄にしようとしていた。

## 登場人物
バフィー・アン・サマーズ
バンパイア・スレイヤー。
ドーン・サマーズ
バフィーの妹。
コーディリア・チェイス
ザンダーの元恋人。回想シーンで登場する。
ハーモニー・ケンドール
スパイクの恋人。バンパイア。
ザンダー・ハリス
土木作業員。バフィーの親友。
スパイク
バンパイア。
アンジェラス/エンジェル
バンパイア。バフィーの元恋人。